# 生涯職業能力開発促進センター
生涯職業能力開発促進センター（しょうがいしょくぎょうのうりょくかいはつそくしんセンター、愛称：アビリティガーデン）は、全国で唯一ホワイトカラーの職業能力をレベルアップするために、雇用保険法により定められた雇用保険事業の一環として、1997年（平成9年）7月に旧独立行政法人雇用・能力開発機構により設置された公共職業能力開発施設であったが、2009年（平成21年）3月31日に廃止された。

## 概要
公共職業訓練は、これまでブルーカラーを中心に長い間実施されてきた歴史を持つが、現在労働者の大半はホワイトカラーである現実があり、公共サービスとしてかねてから不公平であると言われていた。しかしながら全国に新たな拠点を作ることが難しいため、放送教育等の通信教育を実施することもめざし設置されたものである。
2007年（平成19年）12月24日の閣議決定（独立行政法人整理合理化計画）において、生涯職業能力開発促進センターの廃止が決定され、2009年（平成21年）3月31日に廃止された。
なお、JR総武線に面し墨田公共職業安定所（ハローワーク）の西隣に立地していた生涯職業能力開発促進センターの建物は、築13年程度で取り壊されることになり、2010年には解体作業が完了した。

## 主な事業

### 短期課程の職業訓練
求職者向けに、短期課程としてアビリティコース、および、再チャレンジコースを実施していた。

### 専門短期課程の職業訓練
在職者向けに、専門短期課程として能力開発セミナーを実施していた。

### キャリア・コンサルタント養成講座
キャリア・コンサルタント養成講座を実施していた。

### データベースの運用
職業能力開発に関するデータベースを運用していたが、本センターの廃止に伴い、職業能力開発総合大学校能力開発研究センターに移管した。

### 衛星通信講座
通信衛星を使った教育訓練として衛星通信講座（アビリティガーデンネット、AGネット）が実施されていたが、2006年に廃止された。

### 宿泊施設
2006年に、施設内の宿泊施設は、利用実績が低調であることから廃止された。

## 市場化テストの実施
平成17年度及び平成18年度に、生涯職業能力開発促進センターの施設・設備を活用した職業訓練事業の市場化テストが実施された。

### 平成17年度の市場化テスト
落札した業者は、離職者のための訓練に対しては、株式会社東京リーガルマインドと株式会社日本医療事務センターの2社、在職者等のための訓練に対しては、TAC株式会社とアカデミーテンプ株式会社の2社であった。
実施結果は、以下の通りである。なお、施設・設備の使用条件として、生涯職業能力開発促進センターは平日昼間、民間は土日・夜間という違いがある。
| 訓練施設                     | 訓練修了後3ヶ月時点の就職率 | 延べ訓練人時間当たりの経費 | 受講者アンケート結果（「どちらかと言えば役に立った」以上の回答割合） |
| ---------------------------- | --------------------------- | -------------------------- | -------------------------------------------------------------------- |
| 東京リーガルマインド         | 33.8%                       | 336円                      | 90.7%                                                                |
| 日本医療事務センター         | 29.8%                       | 771円                      | 96.7%                                                                |
| 生涯職業能力開発促進センター | 71.3%                       | 455円                      | 95.3%                                                                |

| 訓練施設                     | 受講者アンケート結果（「どちらかと言えば役に立った」以上の回答割合） | 事業主のアンケート結果（「どちらかと言えば役に立っている」以上の回答割合） | 延べ訓練人時間当たりの経費 | 定員充足率 |
| ---------------------------- | -------------------------------------------------------------------- | -------------------------------------------------------------------------- | -------------------------- | ---------- |
| アカデミーテンプ             | 98.5%                                                                | 100.0%                                                                     | 2,639円                    | 23.1%      |
| TAC                          | 89.0%                                                                | 33.3%                                                                      | 2,415円                    | 9.4%       |
| 生涯職業能力開発促進センター | 97.5%                                                                | 93.1%                                                                      | 2,012円                    | 63.8%      |

### 平成18年度の市場化テスト
落札した業者は、離職者のための訓練に対しては、株式会社東京リーガルマインドと株式会社日本医療事務センターの2社、在職者等のための訓練に対しては、株式会社東京リーガルマインドの1社であった。
実施結果は、以下の通りである。なお、施設・設備の使用条件として、生涯職業能力開発促進センターは平日昼間、民間は土日・夜間という違いがある。
| 訓練施設                     | 訓練修了後3ヶ月時点の就職率 | 延べ訓練人時間当たりの経費 | 受講者アンケート結果（「どちらかと言えば役に立った」以上の回答割合） |
| ---------------------------- | --------------------------- | -------------------------- | -------------------------------------------------------------------- |
| 東京リーガルマインド         | 61.2%                       | 521円                      | 99.0%                                                                |
| 日本医療事務センター         | 54.8%                       | 417円                      | 99.3%                                                                |
| 生涯職業能力開発促進センター | 79.7%                       | 469円                      | 96.2%                                                                |

| 訓練施設                     | 受講者アンケート結果（「どちらかと言えば役に立った」以上の回答割合） | 事業主のアンケート結果（「どちらかと言えば役に立っている」以上の回答割合） | 延べ訓練人時間当たりの経費 | 定員充足率 |
| ---------------------------- | -------------------------------------------------------------------- | -------------------------------------------------------------------------- | -------------------------- | ---------- |
| 東京リーガルマインド         | 100.0%                                                               | -                                                                          | 6,581円                    | 1.4%       |
| 生涯職業能力開発促進センター | 97.4%                                                                | 92.9%                                                                      | 1,741円                    | 79.5%      |